# Capitotricha
Capitotricha is een geslacht van schimmels uit de familie Lachnaceae.

## Soorten
Volgens Index Fungorum telt het geslacht zes soorten (peildatum mei 2023):
| Soortnaam                                       | Auteur(s)                         | Publicatiejaar |
| ----------------------------------------------- | --------------------------------- | -------------- |
| Capitotricha attenuans                          | (Nyl.) E. Rubio, J. Linde & Baral | 2020           |
| Capitotricha bicolor (Tweekleurig franjekelkje) | (Bull.) Baral                     | 1985           |
| Capitotricha filiformis                         | Ekanayaka & K.D. Hyde             | 2019           |
| Capitotricha pterosparti                        | E. Rubio, Tello, Baral & J. Linde | 2019           |
| Capitotricha rubi                               | (Bres.) Baral                     | 1985           |
| Capitotricha scabrovillosa                      | (W. Phillips) Baral & Järv        | 2020           |